# 天の守護神
『天の守護神』（原題: Abraxas）は、サンタナが1970年に発表した通算2作目のアルバム。

## 解説
バンドにとって初の全米1位獲得アルバム。「ブラック・マジック・ウーマン/ジプシー・クイーン」は、フリートウッド・マックのカヴァーとガボール・ザボのカヴァーのメドレーだが、レコーディングはそれぞれ別の日に行われた（前者は6月4日、後者は6月5日）。「ブラック・マジック・ウーマン」はシングルとしてもリリースされ、全米4位のヒットとなる。第2弾シングル「僕のリズムを聞いとくれ」は全米13位。
『ローリング・ストーン』誌が2003年に選出したオールタイム・グレイテスト・アルバム500で、205位にランク・イン。
表のジャケット一面と裏のジャケット半面に描かれた絵は、マティ・クラーワインが1961年に制作した『受胎告知（Annunciation）』である。

## 収録曲
A1, A4, B1, B3 B5はインストゥルメンタル。
サイド 1
1. 風は歌い、野獣は叫ぶ - "Singing Winds, Crying Beasts" (Mike Carabello) - 4:50
2. ブラック・マジック・ウーマン/ジプシー・クイーン - "Black Magic Woman/Gypsy Queen" (Peter Green/Gábor Szabó) - 5:19
3. 僕のリズムを聞いとくれ - "Oye Como Va" (Tito Puente) - 4:17
4. ネシャブールのできごと - "Incident at Neshabur" (Alberto Gianquinto,  Carlos Santana) - 4:59

サイド 2
1. 全ては終わりぬ - "Se a Cabo" (Jose Chepito Areas) - 2:51
2. マザーズ・ドーター - "Mother's Daughter" (Greg Rolie) - 4:26
3. 君に捧げるサンバ - "Samba Pa Ti" (C. Santana) - 4:46
4. ホープ・ユー・アー・フィーリング・ベター - "Hope You're Feeling Better" (G. Rolie) - 4:12
5. エル・ニコヤ - "El Nicoya" (J. Areas) - 1:30

### ボーナス・トラック
1970年4月18日、ロイヤル・アルバート・ホールでのライヴ音源
1. 全ては終わりぬ（未発表ライヴ） - "Se a Cabo" (1998 Edition) - 3:47
2. 祭典（未発表ライヴ） - "Toussaint L'Ouverture" (1998 Edition) - 4:52
3. ブラック・マジック・ウーマン/ジプシー・クイーン（未発表ライヴ） - "Black Magic Woman/Gypsy Queen" (1998 Edition) - 4:58

## 参加ミュージシャン
- カルロス・サンタナ - ギター、ボーカル
- グレッグ・ローリー - キーボード、ボーカル
- デイヴ・ブラウン - ベース
- マイケル・シュリーヴ - ドラムス
- ホセ・チェピート・アレアス - パーカッション
- マイケル・カラベロ - パーカッション

ゲスト・ミュージシャン
- Rico Reyes - ボーカル、パーカッション
- アルベルト・ジャンキント - ピアノ (A4)